# Караузовићи (Ново Горажде)
Караузовићи су насељено мјесто у општини Ново Горажде, Република Српска, БиХ. Према попису становништва из 2013, у насељу је живјело свега 11 становника.

## Становништво
| Демографија | Демографија | Демографија |
| Година      | Становника  | Становника  |
| ----------- | ----------- | ----------- |
| 1991.       | 52          |             |